# Nové Město (okres Hradec Králové)
Obec Nové Město (německy Neustadt) se nachází v okrese Hradec Králové, kraj Královéhradecký. Obec se nachází tři kilometry východně od Chlumce nad Cidlinou směrem na Hradec Králové. Žije zde 402 obyvatel.

## Historie obce
První písemná zmínka o vesnici pochází z roku 1397. V obci se kdysi na dnes již neznámém místě nacházela tvrz.
Při cestě z Chlumce nad Cidlinou na Hradec Králové nelze minout pomník k povstání sedláků v roce 1775 proti vrchnosti z Chlumeckého zámku. V místě byl kdysi velký Starochlumecký rybník, do kterého vojsko nahnalo povstalce z řad sedláků a mnozí se v něm utopili. Od té doby se o někom neúspěšném říká, že „dopadl jak sedláci u Chlumce“.
Říká se také, že Nové Město vzniklo z rebelujících sedláků, kteří se chtěli zbavit roboty a chlumeckého panství.[zdroj?] Původně se měla obec jmenovat Nové Místo, později Nové Město.

## Doprava

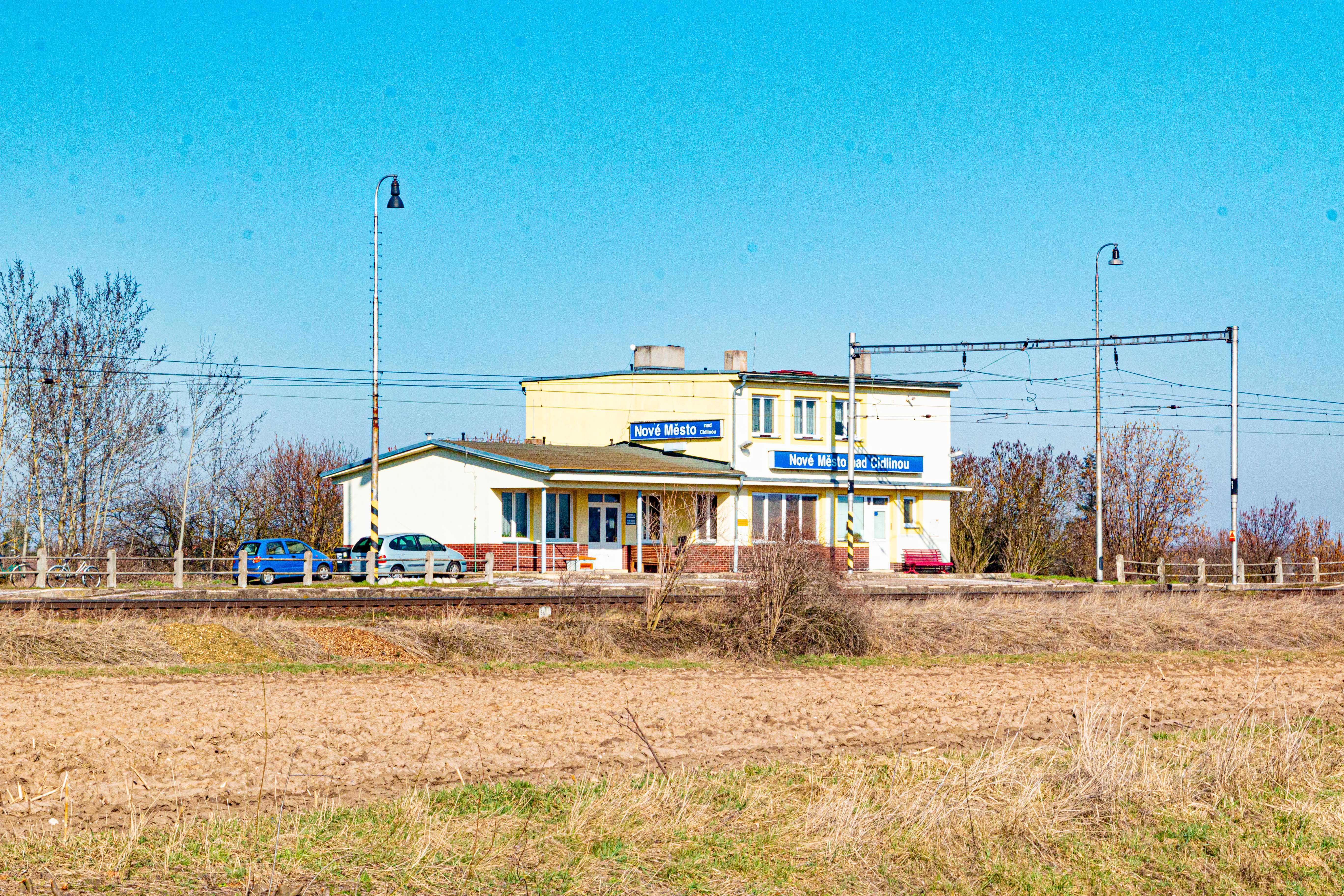
Železniční stanice Nové Město nad Cidlinou

Severně od zastavěného území prochází od roku 1873 železniční trať Velký Osek – Choceň, na které původně a nejméně ještě roku 1944 nebyla ani zastávka, dodatečně zde byla při zvyšování propustnosti trati zřízena železniční stanice Nové Město nad Cidlinou.
Obcí prochází silnice II/611, tedy původní hlavní silnice na Hradec Králové před otevřením dálnice D11.

## Pamětihodnosti
- Pomník T. G. Masaryka
- Dřevěná zvonice s pomníkem Ježíše Krista na kříži
- Šlechtitelská stanice Malá koruna
- Výklenková kaplička v Lužském lese
- Šroubovna – měšťanský dům
- Ostrov – hřebčín s chovem koní Kinských, založeným roku 1832 hrabětem Oktaviánem Josefem Kinským. Stáje vlastní rod hrabat Kinských.

## Osobnosti
- Karel Janouch, československý legionář, důstojník, příslušník československé zahraniční armády během druhé světové války, politický vězeň